# Girolamo Birago
Girolamo Birago (Milano, 1º novembre 1691 – Milano, 13 dicembre 1773) è stato uno scrittore, commediografo e poeta italiano.

## Biografia
Figlio di Giambattista Birago e di Paola Sirtori, Girolamo Birago (Ironem Biragh in milanese) nacque a Milano da una famiglia patrizia di antichissima nobiltà, fu battezzato a Cologno Monzese dove i Birago avevano la villa di famiglia. Girolamo conseguì nel 1712 la laurea in legge nell'ateneo pavese e dal 1713 fu membro del "Collegio de' Giudici". Fu per dodici anni docente presso le pubbliche scuole "Cenobiane", per i primi sei anni come "lettore di logica" e successivamente come "lettore di morale".
Sempre a Milano ebbe l'incarico di "Vicario del Podestà" e di "Giudice pretorio", incarichi che ricoprì con onore e integrità come si desume da lodi conferitegli ancora in vita da Pietro Verri.
Nel 1751 fu eletto deputato della comunità di Cologno Monzese, tra i suoi compiti “tenere l'amministrazione, la vigilanza e la giustizia. Sempre a Cologno possedeva una dimora e delle terre con una piccola vigna (quella a cui fa riferimento il monologo in quartine "Meneghin pien de pocondria ch'el parla lu de per lu") presso la quale soleva trascorrere il tempo libero e che celebrò come fonte della sua ispirazione poetica.
Morì nel 1773 a ottantadue anni, fu tumulato nella tomba di famiglia della chiesa di San Simpliciano.

## Opere
Girolamo Birago scrisse, solo per diletto, poesie e commedie in milanese ricevendo, tra gli altri, le lodi del Parini.
Diede alle stampe solo la commedia "Donna Perla" lasciando il resto della produzione manoscritta e distribuita dagli amici, per questo il Birago rimase di fatto sempre ai margini della scena letteraria del suo tempo.
Eredita dal Maggi il gusto per la poesia in dialetto riproponendo il "plurilinguismo verticale" in cui la società è rappresentata nella sua stratificazione socio-linguistica, di modo ché i personaggi parlano il dialetto secondo il ceto sociale d'appartenenza.
Birago mostrò "una propria vocazione intimistica che si manifesta nel dialetto genuino di Milano e in molti episodi autobiografici, spesso patetici anche nel loro garbato umorismo": tra le sue opere si ricorda la commedia "Donna Perla" (1724), il poemetto (tre canti in ottave) "Meneghin a la Senavra" (1728) e le quaranta quartine del "Testament de Meneghin" (1759).
Birago utilizzò la maschera popolare di Meneghino, milanese tipo, umile, schietto e onesto, pieno di saggezza e buon senso, forte nelle avversità, lavoratore sensibile e generoso e cont el coeur in man (con il cuore in mano).